# Zero Two
Zero Two (ゼロツー, Zero Tsū), també anomenada Code:002 (コード:002, Kōdo:002) y 9'℩ (ナインイオタ, Nain Iota), és un personaje fictici del anime japonès Darling in the Franxx de A-1 Pictures, Trigger i CloverWorks. Va ser dissenyada per a ser el personatge més reconeixible de la sèrie. Zero Two és una forma de vida artificial que pretén convertir-se en humana i en una pilot d'elit amb el sobrenom de "assassina de socis". Es refereix al protagonista, Hiro, com a "darling", donant així títol a la sèrie.
Zero Two és un dels personatges més populars de Darling in the Franxx, sent ben rebuda per fanàtics i crítics, els quals la identifiquen com un dels punts forts de la sèrie.

## Creació i disseny
Zero Two va ser el personatge amb un prcoès de creació i disseny més elaborat que qualsevol altre, ja que es volia que fos el segell d'identitat de la sèrie Darling in the Franxx, raó per la qual l'equip va consensuar que Zero Two hauria de ser el personatge que més cridés l'atenció. La inspiració Zero Two va sorgir del dissenyador de personatges Masayoshi Tanaka i del director Atsushi Nishigori. Tanaka va declarar que l'equip dissenyador no es va centrar tant en l'aspecte d'ella, sinó més bé en «quina mena d'existència tenia Zero Two», sent el punt de partida el concepte d'una «estudiant de transferència rude». Incialment el disseny de Zero Two era molt més discret, fins al punt en què es va veure que el disseny distava massa de la seva personalitat planificada. En un principi havia de tenir cabell fosc, oerò va ser canviat pel seu característic cabell rosa per fer-la més icónica i reconeixible. El seu cabell originalment fosc es va canviar per rosa per a ajudar a comercialitzar-la com la icona de la sèrie. El disseny original de Zero Two fou adaptat per a 001, un altre personatge de la sèrie. L'objectiu darrere de Zero Two era fer-la absolutament icònica, admetent el director de la sèrie que Zero Two era la seva preferida per la seva personalitat més que pel seu atractiu romàntic.
Zero Two és una pilot d'elit que va formar part de la unitat de forces especials, rebent el sobrenom d'«assassina de socis», ja que els seus última copilots no van poder sobreviure més de tres viatges amb ella. Disposa d'habilitats sobrehumanes com una ràpida regeneració i major força perquè és un híbird entre humans i una espècide de criatures robòtiques semblants als dinosaures anomenades klaxo sapiens. És vista com un monstre per molts, posseint característiques físqiues pròpies de bèsties com unes banyes vermelles i ullals. El seu propòsit de convertir-se en humana va sorgir després de conèixer Hiro i sol qüestionar el significat de la humanitat. Zero Two és assertiva i té molta seguetat, sent una rebel en contra del govern establert a la sèrie.
De petita Zero Two era més salvatge per naturalesa, amb pell vermella, sang blava, banyes més llargues i dents més afilades, amb molt d'odi pel món. Al créixer, però, Zero Two va començar a semblar-se més a un humà, amb pell clara, sang vermella i dents i banyes menys notables.

## Aparença

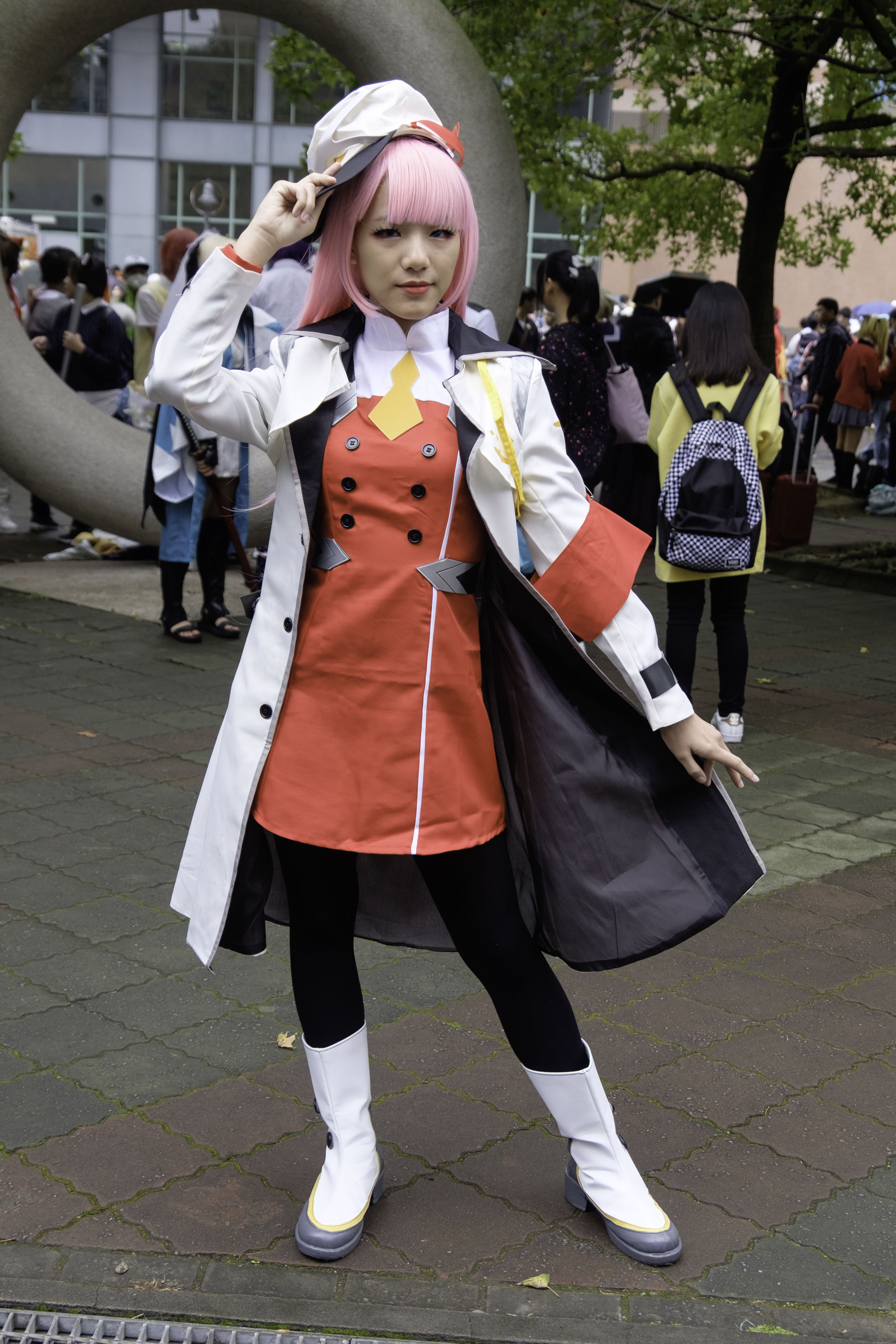
Cosplay de Zero Two, un dels personatges més populars de Darling in the Franxx.

Zero Two és una misteriosa i rebel una pilot d'elit de les forces especials d'APE, de la qual alguns diuen que és un monstre per les seves banyes i sang híbrida. Rep el sobrenom d'«assassina de companys», perquè cap dels seus copilots poden sobreviure a més de tres viatges en Strelizia, sent Hiro, el protagonista, l'única excepció. Zero Two es refereix a Hiro com el seu «darling», donant així nom al títol de la sèrie. No es coneix la seva veritable edat, però ella vol ser humana per poder estar amb Hiro, a qui va conèxier en el passat, sent per ella una referència des que era petita el llibre «La Bèstia i el Príncep», que és similar a la situació que ella té amb Hiro. Ella crea la seva pròpia versió de la història però sense final, ja que sap que potser s'ha de separar de Hiro.
Zero Two descobrirà posteriorent que és un clon de la Princesa Klaxosaurio (001) creada pel Dr. Franxx. Hiro es veurà obligat a vincular-se a 001. Zero Two el salvarà connectant-se a Strelizia i lluitant mentalment contra VIRM, ja que el seu cos està en estat catatònic. Hiro i Zero Two tornaran a connectar, fusionant-se ella amb Strelizia i dominant a VIRM. Ella i Hiro després se separen dels seus amics, prometent tornar. En l'últim episodi, Zero Two i Hiro, gairebé derrotats, es sacrificaran per destruir el plante natal de VIRM i alliberar les ànimes que hi estaven atrapades. En el futur, ambdós es reencarnen en dos nens i es retroben.

## En la cultura popular
En març de 2018, Kim Kardashian West va publicar una foto de Zero Two en el seu perfil d'Instagram, dient que el personatge de Darling in the Franxx havia sigut la inspiració per al seu pentinat.
Zero Two va convertir-se en el centre de molts mems d'Internet. Una escena en que ella i Hiro tenen una conversa emocional va ser manipulada de tal manera que es va reemplaçar el so original amb diversos d'altres, encaixant aquests a la perfecció a causa dels moviments de l'animació original. Les edicions populars incloïen àudio, com a sons de connexió de mòdem d'accés telefònic o música popular. El mem va iniciar-se quan un usuari de Tumblr va substituir el so original amb uns lladrucs. L'escena original és de l'episodi 15 de Darling in the Franxx. En novembre de 2020, una edició de vídeo de Zero Two ballant un remix de «2 Phút Hơn» es va tornaria viral. El ball era originalment de «EM!EM!EM!». Aquesta tendència té el seu origen a la Xina quan diversos TikTokers van intentar imitar el seu ball. La cançó i el clip associat de Zero Two van aparèixer en mems populars.

## Recepció

### Mercaderies
S'han anunciat diverses figures d'acció basades en Zero Two. Al desembre de 2018 Nendoroid, una marca de Good Smile Company que generalment presenta figures amb cares i parts del cos intercanviables va llençar una figura de Zero Two. Altres figures que van ser posades a la venta son las de Kotobukiya i SH Figuarts publicades a finals de l'any 2018.

### Premis i nominacions
En els Newtype Animi Awards 2017-2018, Zero Two va quedar segona en la categoria de Millor personatge femení. Eric Van Allen de Kotaku defineix Zero Two com «una protagonista tan gran com Hiro» i considera que el seu desenvolupament durant la sèrie és «una de les millors parts del programa». Kyle Rogacion de Goomba Stomp diu sobre ella que és «fàcilment un dels millors aspectes de Franxx». Skyler Allen diu de Zero Two i la seva personalitat que «li permet robar pràcticament totes les escenes en les quals es troba». Tòquio Otaku Mode News classificà Zero Two en dues ocasions com el millor personatge d'hivern de l'any 2018 en enquestes tant masculines com femenines.
| Any  | Premi                | Categoria                  | Resultat    |
| ---- | -------------------- | -------------------------- | ----------- |
| 2019 | Premis Newtype Animi | Millor personatge (femení) | Subcampiona |